# Per Carleson
Per Hjalmar Ludvig Carleson (* 11. července 1917 Stockholm – 8. června 2004 Göteborg, Švédsko) byl švédský sportovní šermíř, který se specializoval na šerm kordem. Švédsko reprezentoval v čtyřicátých a padesátých letech. Na olympijských hrách startoval v roce 1948 a 1952 v soutěži jednotlivců a družstev. V roce 1949 obsadil na mistrovství světa v soutěži jednotlivců třetí místo. Se švédským družstvem kordistů vybojoval v roce 1952 stříbrnou a v roce 1948 bronzovou olympijskou medaili a v roce 1947, 1949 a 1954 druhé místo na mistrovství světa.